# Ladylike
Ladylike (deutsch: „Damenhaft“) ist das vierte Studioalbum der Girlgroup Monrose. Es erschien am 11. Juni 2010 in Deutschland, Österreich und der Schweiz.

## Hintergrund
Nach der Veröffentlichung der letzten Single Why Not Us nahm die Band eine Auszeit, um anderen Tätigkeiten nach zu gehen. Senna Gammour moderierte die Karaoke-Show Singing Bee auf dem Sender ProSieben, Bahar Kizil präsentierte ebenfalls eine Karaoke-Sendung, Star Karaoke, auf dem Cartoon Network. Mandy Capristo hingegen arbeitete als Model unter anderem für Otto und die We-Love-Kollektion von ProSieben. Erst im Sommer 2009 begannen die Mädchen mit den Aufnahmen zum neuen Album. Die lange Pause von zwei Jahren zwischen den neuen Veröffentlichungen war dabei eine Neuheit. Guemmour erklärte jedoch, dass dies eine Erleichterung gewesen sei, da kein großer Zeitdruck vorhanden war und die Aufnahmen entspannt vorangingen. Für Ladylike hatte die Band die bisher größte Auswahl an Liedern für die Titelliste, da sich in zwei Jahren Pause viel Material angesammelt hatte. Die Auswahl trafen die Bandmitglieder und zusätzlich wurden Zweitmeinungen von ihren Familien, Freunden und Produzenten eingeholt.
Die Aufnahmen zu Ladylike fanden in Deutschland, aber auch in New York City statt. Die Bandmitglieder empfanden diese Zeit als sehr inspirierend. Bahar Kizil sagte: „Ein Album in einer Stadt wie New York aufzunehmen, bedeutet, sich selbst auf ein ganz anderes Level zu setzen.“ Die Lieder, die in New York aufgenommen wurden, sind Superstar DJ und Don’t Take It Personal.
Der Titel Ladylike soll symbolisieren, dass die Band während der kurzen Bandpause reifer und erwachsener geworden ist und die Mädchen sich zu starken Frauen entwickelt haben. Das Albumcover wurde vom Fotografen Christian Barz fotografiert.

## Promotion

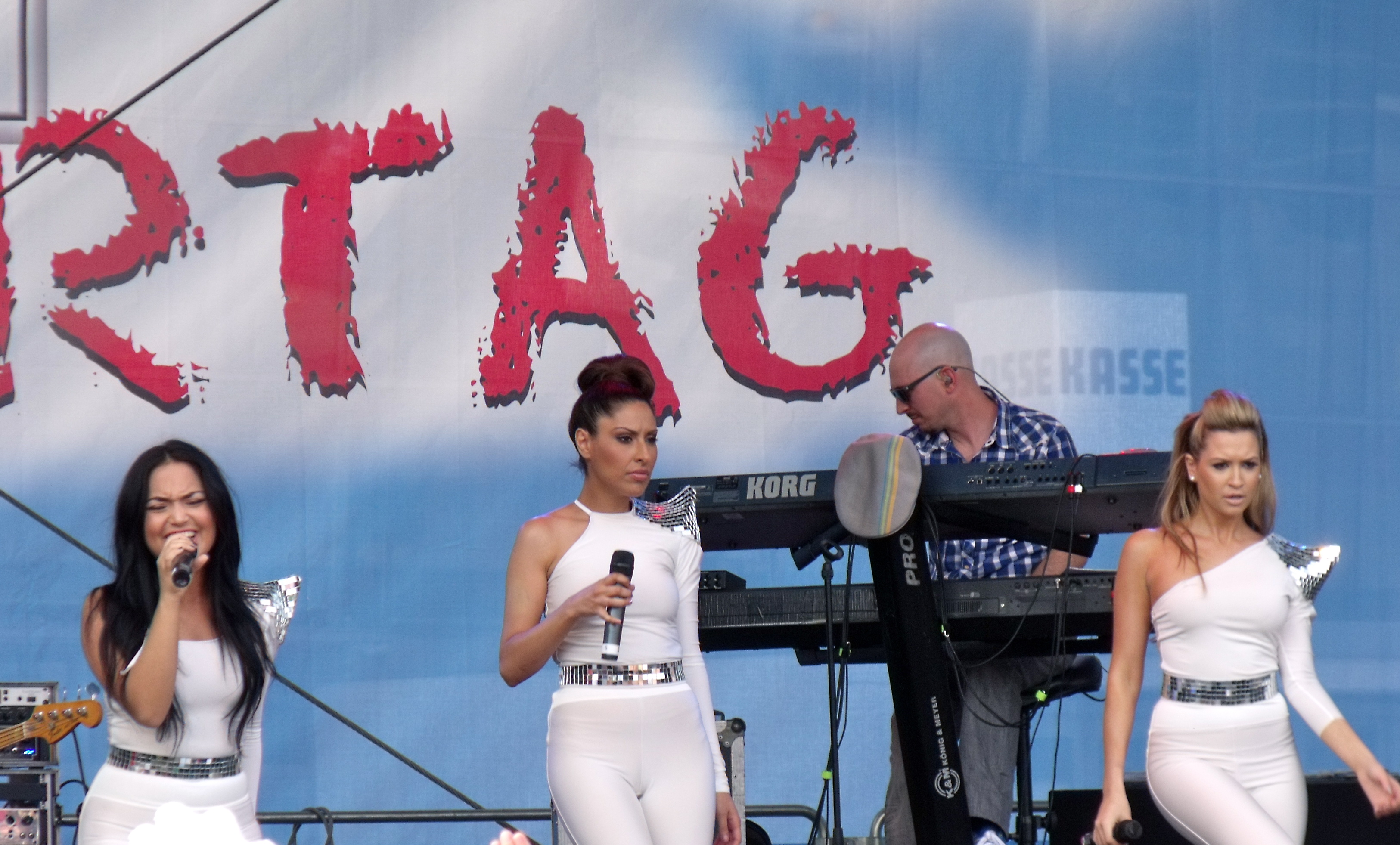
Monrose im Juni 2010 auf dem Kindertag in Bremen.

Als erstes neues Lied wurde im November 2009 All or Nothing bei einem Fanclubtreffen vorgestellt. Als zweiten Song präsentierten sie im Februar 2010 den Titel Superstar DJ bei einem Douglas-Event.
Bei der Thomas & Helga Show im NDR coverten Monrose am 17. April 2010 das Lied On the Radio von Donna Summer und stellten mit This Is Me ein weiteres Lied vom neuen Album vor. Am 17. April 2010 spielten die ersten Radiosender die Singleauskopplung Like a Lady, die Videopremiere fand am 11. Mai 2010 auf der MySpace-Seite der Band statt, im TV zeigte VIVA Live! den Clip am 12. Mai 2010 zum ersten Mal. Außerdem waren Monrose bei TV total zu Gast, wo sie das Musikvideo zu Like a Lady präsentierten und auf dem Kindertag in Bremen, wo sie einige Lieder des neuen Albums vorstellten. Am 11. Juni 2010, einen Tag nachdem die Band ihre Single beim Germany’s-Next-Topmodel-Finale vorstellte, wurde das vierte Studioalbum Ladylike veröffentlicht. Als zweite Singleauskopplung wurde This Is Me am 27. August 2010 veröffentlicht, er wurde als Titelmelodie zur neunten Popstars-Staffel genutzt. Die letzte Singleauskopplung Breathe You In erschien am 3. Dezember 2010 und erreichte lediglich Platz 60 der deutschen Charts und verfehlte den Einstieg in die österreichischen und Schweizer Charts. Es ist die schwächste Single in der Bandgeschichte.

## Rezeption
Die Kritiken zu Ladylike fielen eher negativ aus. Eberhard Dobler von Laut.de vergab zwei von fünf möglichen Punkten und bezeichnete einen Teil der Lieder als „plump“, „hüftlahm“, „sperrig“ oder „ausgelutscht“. Es gehe „in erster Linie um eine Produktion, die Mindestverkaufsansprüchen genügen muss. Dazu ein schickes Styling, Sexiest-Woman-of-the-World-Vergangenheit und castingerprobte Stimmen: Die Qualifikation ist geschafft. Musikalisch gesehen überstehen Monrose die Gruppenphase so aber nicht.“
LetMeEntertainYou kritisierte die Beliebigkeit der elektronischen Songs, lobte dafür aber die Balladen. Hier könne Monrose „viel besser zeigen, was stimmlich in ihnen steckt“. Der eher ungewöhnliche Song No No No nehme sich in der Instrumentierung stark zurück und lasse so vor allem Capristos „markanten Gesang gut zur Geltung“ kommen.

## Titelliste
| #   | Titel                    | Musik                                                                  | Dauer |
| --- | ------------------------ | ---------------------------------------------------------------------- | ----- |
| 1.  | "This Is Me"             | Jonas Jeberg, Mich Hansen, Paul Michael Barry & Shaznay Lewis          | 3:42  |
| 2.  | "Superstar DJ"           | Alistair Tennant, Christian F.J. Buettner & Marcello Pagin             | 3:36  |
| 3.  | "Like a Lady"            | Alexander Komlew, Ercola, Risto Asikainen & Zippy Davis                | 4:34  |
| 4.  | "Don’t Take It Personal" | Christian F.J. Buettner, Fiora Cutler & Marcello Pagin                 | 3:11  |
| 5.  | "Doing Fine"             | Obi Mhondera, Paul Berry, Tim Hawes & Will Simms                       | 3:23  |
| 6.  | "Definition of a Woman"  | Barry Southgate, Michael Szumowski & Paulini Curuenavuli               | 3:30  |
| 7.  | "Love Must Carry On"     | Inessa Alexandrova, Marcus Brosch, Mark Tremaine Agbi & Tobias Neumann | 3:40  |
| 8.  | "Breathe You In"         | Gary Pinto, Rodney Mark Davies & Thanh Bui                             | 3:22  |
| 9.  | "All or Nothing"         | Billy Burnette & Valeria                                               | 4:08  |
| 10. | "No No No"               | CRaphael Schillebeeckx & Sanne Putseys                                 | 3:54  |
| 11. | "Catwalk V-O-G-U-E"      | Joy Lynn Strand & Tobias Gad                                           | 2:48  |
| 12. | "Mono"                   | Alex Geringas, Bernd Klimpel, Charlie Mason & Elias Kapari             | 3:18  |

### Bonus-Titel
| #   | Titel         | Musik                                   | Dauer |
| --- | ------------- | --------------------------------------- | ----- |
| 13. | "I Surrender" | Kit Hain, Udo Mechels & Yannic Fonderie | 4:06  |

## Chartplatzierungen

### Album
| ChartsChartplatzierungen | Höchstplatzierung | Wochen |
| ------------------------ | ----------------- | ------ |
| Deutschland (GfK)        | 10 (13 Wo.)       | 13     |
| Österreich (Ö3)          | 26 (5 Wo.)        | 5      |
| Schweiz (IFPI)           | 25 (5 Wo.)        | 5      |

### Singles
| Jahr | Titel          | Höchstplatzierung, Gesamtwochen, AuszeichnungChartplatzierungen (Jahr, Titel, , Platzierungen, Wochen, Auszeichnungen, Anmerkungen) | Höchstplatzierung, Gesamtwochen, AuszeichnungChartplatzierungen (Jahr, Titel, , Platzierungen, Wochen, Auszeichnungen, Anmerkungen) | Höchstplatzierung, Gesamtwochen, AuszeichnungChartplatzierungen (Jahr, Titel, , Platzierungen, Wochen, Auszeichnungen, Anmerkungen) | Anmerkungen                            |
| Jahr | Titel          | DE | AT | CH | Anmerkungen                            |
| ---- | -------------- | --- | --- | --- | -------------------------------------- |
| 2010 | Like a Lady    | DE9 (18 Wo.)DE | AT9 (16 Wo.)AT | CH13 (10 Wo.)CH | Erstveröffentlichung: 28. Mai 2010     |
| 2010 | This Is Me     | DE22 (11 Wo.)DE | AT28 (6 Wo.)AT | — | Erstveröffentlichung: 27. August 2010  |
| 2010 | Breathe You In | DE60 (2 Wo.)DE | — | — | Erstveröffentlichung: 3. Dezember 2010 |